# چری وی۵
چری وی۵ (Chery V۵) خودرویی است که از سال ۲۰۰۶–کنون تولید شده‌است.
این خودرو در کلاس کامپکت ام‌پی‌وی قرار گرفته و است. سیستم جعبه‌دندهٔ آن ۴ دنده به دو صورت خودکار و دستی است.